# Mythimna aedesiusi
Mythimna aedesiusi är en fjärilsart som beskrevs av Rogeot och François Louis Nompar de Caumont de Laporte 1983. Mythimna aedesiusi ingår i släktet Mythimna och familjen nattflyn. Inga underarter finns listade i Catalogue of Life.